# سیستم امنیتی منطقه‌ای

سیستم امنیتی منطقه ای

سیستم امنیتی منطقه ای (به انگلیسی: Regional Security System) یک توافق بین‌المللی برای دفاع و امنیت منطقه شرقی کارائیب است. آنتیگوآ و باربودا، باربادوس، دومینیکا، گرنادا، سنت کیتس و نویس، سنت لوسیا و سنت وینسنت و گرنادین‌ها از اعضای فعلی این توافق هستند.